# Minipreço
Minipreço er en portugisisk discountbutikskæde og siden 1993 et datterselskab til spanske DIA. De har 641 butikker i Portugal og ca. 1/3 er franchise.
Tidligere var virksomheden kendt som Companhia Nacional de Descontos.